# Solar Paraíso
Solar Paraíso foi uma telenovela brasileira produzida pelos Estúdios Silvio Santos e exibida pela TVS, entre 22 de maio e 7 de julho de 1978, em 60 capítulos, às 12h30. Escrita por Roberto Monteiro e dirigida por David Grimberg.

## Enredo
A luta de dona Eufrosina e suas amigas Marialva e Risoleta para não vender o casarão centenário da família para o perverso Alonso, que quer demoli-lo e construir um moderno hotel no local, criando várias armações com seu inescrupuloso advogado Dr. Tancredo para expulsar a velhinha. 
O local é palco das aventuras de uma turma de crianças do bairro e do romance entre Angelina e o rebelde Rodrigo, neto de Eufrosina.

## Elenco
| Ator                   | Personagem            |
| Adulto                 | Adulto                |
| ---------------------- | --------------------- |
| Maria Aparecida Baxter | Dona Eufrosina Paixão |
| Antônio Petrin         | Alonso                |
| Chica Lopes            | Marialva              |
| Dirce Militello        | Risoleta              |
| Sebastião Campos       | Dr. Tancredo          |
| Antônio Fonzar         | Rodrigo Paixão        |
| Marta Volpiani         | Angelina              |
| Felipe Levy            | Aristides             |
| Ivete Bonfá            | Rosinha               |
| Rui Leal               | Leonardo              |
| Florinda Rossi         | Dona Fininha          |
| Infantil               |                       |
| Narjara Turetta        | Noca                  |
| Mateus Carrieri        | Hércules              |
| João Luís              | Rudi                  |
| Paulo André Militello  | Lilico                |
| Eliane Fernandes       | Jurema                |
| Ana Amélia             | Mônica                |
| Andréa Miranda         | Branca de Neve        |
| Eduardo Silva          | Quelé                 |
| Paulo César de Martino | Magricela             |
| Paulo Eduardo          | Tremendão             |
| Wálter Magalhães       | Dinho                 |

### Participações especiais
| Ator            | Personagem    |
| --------------- | ------------- |
| David Neto      | Advogado      |
| Brigida Valberg | Bibliotecária |
| Roberto Marquis | Repórter      |

## Produção e exibição
Foi exibida no horário das 12h30 - faixa incomum para a exibição de novelas - com o objetivo de atingir o público infanto-juvenil. Outra fatia que a TVS queria abranger era a feminina. Em outubro de 1978, chegou a ser testada na faixa das 18 horas, exibição que o Jornal do Brasil ironizou e chamou-a de  "trigésimo ou quinquagésimo retorno" ao lembrar que a emissora produziu dois seriados (talvez referindo-se a O Espantalho) e que "os vive passando e reprisando sem cessar, só que de maneira muito peculiar", afirmando que a emissora começava a exibir e voltava ao início, mudando de horário outra vez. No mês de agosto daquele ano, a emissora já havia cancelado as exibições de O Espantalho e Solar Paraíso para priorizar a exibição de desenhos.
A trama foi distribuída para outras emissoras pelo Brasil. No Amazonas, a novela  foi exibida pela TV Amazonas, na época afiliada da Rede Bandeirantes, a partir do dia 18 de setembro de 1978, às 5 da tarde. Em Recife, estreou na TV Rádio Clube, emissora própria da Rede Tupi, no dia 19 de novembro 1979.
O destino dos arquivos da novela é desconhecido. Em 2018, Narjara Turetta foi uma das convidadas do Programa Silvio Santos e falou sobre a novela, citando que a trama não chegou a ser exibida em São Paulo. A atriz chegou a sugerir uma reprise da novela, mas Silvio disse que usaria imagens da internet.
No entanto, em 20 de dezembro de 2024, a plataforma de streaming +SBT publicou nas redes sociais e no YouTube o funcionamento de restauração de fitas. Durante as imagens, é possível ver o nome da novela junto com diversas telenovelas anotadas no papel do arquivo de fitas da Rua 34 (uma das salas de fitas arquivadas do acervo do SBT), confirmando que está preservada nas prateleiras E 04 até A 06.